# Superliga Brasileira de Voleibol Masculino de 2021 - Série B
A Superliga Brasileira de Voleibol Masculino de 2021 - Série B foi a décima edição desta competição organizada pela Confederação Brasileira de Voleibol através da Unidade de Competições Nacionais. Trata-se da segunda divisão do Campeonato Brasileiro de Voleibol Masculino, a principal competição entre clubes de voleibol masculino do Brasil. 
Participaram do torneio oito equipes provenientes de seis estados brasileiros e um do Distrito Federal.. 
Assim os dois melhores foram promovidos para a Superliga A. Para o restante da classificação de 5º ao 8º lugar, foi definida de acordo com o índice técnico da fase classificatória. Não foram considerados os resultados da Fase Quartas de final. A classificação de 3º e 4º lugares, foi definida de acordo com o índice técnico da Fase Classificatória, dentre os perdedores participantes da semifinal da Superliga B.

## Formato de disputa
A fase classificatória da competição foi disputada por oito equipes em turno único. Os oito primeiros colocados se classificaram para os play-offs. Nesta fase, a vitória por 3-0 ou 3-1 garantiu três pontos para o ganhador e nenhum ponto para o perdedor. Já com o placar de 3-2, o ganhador da partida leva dois pontos e o perdedor um. As duas últimas colocadas foram rebaixadas para a Série C 2020.
Os play-offs foram divididos em três fases: quartas de final, semifinais e final.
Nas quartas de final houve o cruzamento entre as equipes com os melhores índices técnicos seguindo a lógica: 1ª x 8ª (A); 2ª x 7ª (B); 3ª x 6ª (C) e 4ª x 5ª (D). Estas jogaram partidas em melhor de 3 (jogos), sendo um mando de quadra para cada e o jogo de desempate, quando houve, no ginásio da equipe com o melhor índice técnico da fase classificatória.
As semifinais foram disputadas pelas equipes que passarem das quartas de final, seguindo a lógica: vencedora do duelo A x vencedora do duelo D; vencedora do duelo B x vencedora do duelo C. Estas jogaram agora, partidas em melhor de 3 (jogos),sendo um mando de quadra para cada e o jogo de desempate, quando houve, no ginásio da equipe com o melhor índice técnico da fase classificatória.
As equipes vencedoras se classificaram para a final, que foi disputada em jogo único, o mando de quadra foi no ginásio escolhido pelo clube melhor colocado na fase classificatória.
As equipes que terminaram na 7º e 8º colocação pelo índice técnico foram rebaixadas para Superliga C.
Os sets do torneio foram disputados até 25 pontos com a diferença mínima de dois pontos (com exceção do quinto set, vencido pela equipe que fizesse 15 pontos com pelo menos dois de diferença).

## Equipes participantes
Oito equipes disputaram o título e acesso da Superliga Masculina Série B 2021. São elas:
| Equipe                  | Cidade       | Última participação | Temporada 2020             |
| ----------------------- | ------------ | ------------------- | -------------------------- |
| Anápolis Vôlei          | Anápolis     | 2020                | 3º Colocado na Superliga B |
| UPIS/Brasília           | Brasília     | 2020                | 4º Colocado na Superliga B |
| Juiz de Fora Vôlei      | Juiz de Fora | 2020                | 5º Colocado na Superliga B |
| Vila Nova               | Goiânia      | estreante           | 2º Colocado na Superliga C |
| Araucária/ASPMA/Berneck | Araucária    | 2017                | 4º Colocado na Superliga C |
| Niterói Vôlei Clube     | Niterói      | estreante           | 5º Colocado na Superliga C |
| Vôlei Aero Clube        | Natal        | estreante           | 6º Colocado na Superliga C |
| Vôlei Futuro Assai      | Araçatuba    | estreante           | 7º Colocado na Superliga C |

Nota
Tijuca (RJ) campeão da Superliga C 2020 e Amavôlei Maringá (PR) terceiro lugar optou por não disputar a competição, abrindo vagas ao sexto e sétimo lugares da Superliga C 2020.

## Fase classificatória
As oito equipes participantes formaram um grupo único e jogaram no sistema de todos contra todos, sendo classificada automaticamente para a semifinal a primeira e segunda colocada desta fase, e do 3º ao 6º para às quartas de final.
- Vitória por 3 sets a 0 ou 3 a 1: 3 pontos para o vencedor;
- Vitória por 3 sets a 2: 2 pontos para o vencedor e 1 ponto para o perdedor.
- Não comparecimento, a equipe perde 2 pontos.
- Em caso de igualdade por pontos, os seguintes critérios servem como desempate: número de vitórias, razão de sets e razão de ralis.

|  |                                                 |
|  | Equipes classificadas para às quartas-de-final. |

|     |                         |     | Jogos | Jogos | Jogos | Resultados | Resultados | Resultados | Resultados | Resultados | Resultados | Sets | Sets | Sets  | Pontos | Pontos | Pontos |
| Pos | Equipe                  | Pts | T     | V     | D     | 3–0        | 3–1        | 3–2        | 2–3        | 1–3        | 0–3        | V    | P    | R     | V      | P      | R      |
| --- | ----------------------- | --- | ----- | ----- | ----- | ---------- | ---------- | ---------- | ---------- | ---------- | ---------- | ---- | ---- | ----- | ------ | ------ | ------ |
| 1   | Juiz de Fora Vôlei      | 20  | 7     | 7     | 0     | 3          | 3          | 1          | 0          | 0          | 0          | 21   | 5    | 4.200 | 632    | 546    | 1.158  |
| 2   | UPIS/Brasília           | 15  | 7     | 5     | 2     | 3          | 2          | 0          | 0          | 1          | 1          | 16   | 8    | 2,000 | 587    | 544    | 1.079  |
| 3   | Anápolis Vôlei          | 15  | 7     | 5     | 2     | 2          | 2          | 1          | 1          | 1          | 0          | 18   | 10   | 1.800 | 668    | 625    | 1.069  |
| 4   | Araucária/ASPMA/Berneck | 14  | 7     | 5     | 2     | 0          | 4          | 1          | 0          | 1          | 1          | 16   | 12   | 1.333 | 645    | 644    | 1.002  |
| 5   | Vôlei Aero Clube        | 11  | 7     | 3     | 4     | 2          | 1          | 0          | 2          | 1          | 1          | 14   | 13   | 1.077 | 632    | 602    | 1.050  |
| 6   | Vila Nova               | 5   | 7     | 2     | 5     | 0          | 1          | 1          | 0          | 1          | 4          | 7    | 18   | 0.389 | 520    | 596    | 0.872  |
| 7   | Vôlei Futuro Assai      | 2   | 7     | 1     | 6     | 0          | 0          | 1          | 0          | 3          | 3          | 6    | 20   | 0.300 | 550    | 625    | 0.880  |
| 8   | Niterói Vôlei Clube     | 2   | 7     | 0     | 7     | 0          | 0          | 0          | 2          | 5          | 0          | 9    | 21   | 0.429 | 632    | 684    | 0.924  |

- Local: Os times que estão ao lado esquerdo da tabela jogam em casa.

#### 1ª Rodada
| Data     | Hora  |                     | Placar |                         | Set 1 | Set 2 | Set 3 | Set 4 | Set 5 | Total  | Relatório |
| -------- | ----- | ------------------- | ------ | ----------------------- | ----- | ----- | ----- | ----- | ----- | ------ | --------- |
| 23/01/21 | 17:00 | 'UPIS/Brasília '    | 3–1    | Araucária/ASPMA/Berneck | 27–29 | 25–20 | 25–21 | 25–21 |       | 102–91 | 102–91    |
| 23/01/21 | 18:00 | Vila Nova           | 0–3    | ' Juiz de Fora Vôlei'   | 16–25 | 18–25 | 18–25 |       |       | 52–75  | 52–75     |
| 03/02/21 | 19:00 | 'Anápolis Vôlei '   | 3–1    | Niterói Vôlei Clube     | 25–20 | 24–26 | 25–23 | 25–20 |       | 99–89  | 99–89     |
| 10/03/21 | 16:00 | 'Vôlei Aero Clube ' | 3–0    | Vôlei Futuro Assai      | 25–22 | 25–21 | 26–24 |       |       | 76–67  | 76–67     |

#### 2ª Rodada
| Data     | Hora  |                            | Placar |                       | Set 1 | Set 2 | Set 3 | Set 4 | Set 5 | Total   | Relatório |
| -------- | ----- | -------------------------- | ------ | --------------------- | ----- | ----- | ----- | ----- | ----- | ------- | --------- |
| 26/01/21 | 19:00 | 'Vila Nova '               | 3–2    | Niterói Vôlei Clube   | 25–22 | 26–28 | 25–23 | 13–25 | 15–12 | 104–110 | 104–110   |
| 27/01/21 | 19:00 | Vôlei Aero Clube           | 1–3    | ' Juiz de Fora Vôlei' | 20–25 | 28–26 | 22–25 | 21–25 |       | 91–101  | 91–101    |
| 10/02/21 | 19:00 | Vôlei Futuro Assai         | 0–3    | ' UPIS/Brasília'      | 23–25 | 22–25 | 19–25 |       |       | 64–75   | 64–75     |
| 24/02/21 | 20:00 | 'Araucária/ASPMA/Berneck ' | 3–1    | Anápolis Vôlei        | 28–26 | 25–22 | 21–25 | 30–28 |       | 104–101 | 104–101   |

#### 3ª Rodada
| Data     | Hora  |                            | Placar |                       | Set 1 | Set 2 | Set 3 | Set 4 | Set 5 | Total  | Relatório |
| -------- | ----- | -------------------------- | ------ | --------------------- | ----- | ----- | ----- | ----- | ----- | ------ | --------- |
| 30/01/21 | 17:00 | 'Anápolis Vôlei '          | 3–0    | Vila Nova             | 25–23 | 25–17 | 25–16 |       |       | 75–56  | 75–56     |
| 30/01/21 | 18:00 | Niterói Vôlei Clube        | 1–3    | ' Vôlei Aero Clube'   | 13–25 | 25–18 | 19–25 | 20–25 |       | 77–93  | 77–93     |
| 16/02/21 | 19:00 | UPIS/Brasília              | 1–3    | ' Juiz de Fora Vôlei' | 25–23 | 20–25 | 26–28 | 18–25 |       | 89–101 | 89–101    |
| 17/02/21 | 17:00 | 'Araucária/ASPMA/Berneck ' | 3–1    | Vôlei Futuro Assai    | 25–27 | 25–19 | 25–18 | 25–18 |       | 100–82 | 100–82    |

#### 4ª Rodada
| Data     | Hora  |                       | Placar |                         | Set 1 | Set 2 | Set 3 | Set 4 | Set 5 | Total | Relatório |
| -------- | ----- | --------------------- | ------ | ----------------------- | ----- | ----- | ----- | ----- | ----- | ----- | --------- |
| 02/02/21 | 18:00 | Vila Nova             | 0–3    | ' Vôlei Aero Clube'     | 17–25 | 20–25 | 22–25 |       |       | 59–75 | 59–75     |
| 06/02/21 | 11:00 | Vôlei Futuro Assai    | 1–3    | ' Anápolis Vôlei'       | 21–25 | 22–25 | 25–20 | 18–25 |       | 86–95 | 86–95     |
| 06/02/21 | 17:00 | 'Juiz de Fora Vôlei ' | 3–0    | Araucária/ASPMA/Berneck | 25–22 | 25–19 | 25–18 |       |       | 75–59 | 75–59     |
| 24/02/21 | 20:00 | 'UPIS/Brasília '      | 3–1    | Niterói Vôlei Clube     | 25–18 | 25–14 | 22–25 | 25–20 |       | 97–77 | 97–77     |

#### 5ª Rodada
| Data     | Hora  |                       | Placar |                            | Set 1 | Set 2 | Set 3 | Set 4 | Set 5 | Total   | Relatório |
| -------- | ----- | --------------------- | ------ | -------------------------- | ----- | ----- | ----- | ----- | ----- | ------- | --------- |
| 11/02/21 | 19:00 | 'Anápolis Vôlei '     | 3–2    | Vôlei Aero Clube           | 23–25 | 27–25 | 26–24 | 21–25 | 21–19 | 118–118 | 118–118   |
| 13/02/21 | 11:00 | 'Juiz de Fora Vôlei ' | 3–0    | Vôlei Futuro Assai         | 25–22 | 25–23 | 25–22 |       |       | 75–67   | 75–67     |
| 13/02/21 | 16:00 | 'UPIS/Brasília '      | 3–0    | Vila Nova                  | 26–24 | 25–15 | 27–25 |       |       | 78–64   | 78–64     |
| 13/02/21 | 18:00 | Niterói Vôlei Clube   | 1–3    | ' Araucária/ASPMA/Berneck' | 25–20 | 19–25 | 21–25 | 20–25 |       | 85–95   | 85–95     |

#### 6ª Rodada
| Data     | Hora  |                            | Placar |                     | Set 1 | Set 2 | Set 3 | Set 4 | Set 5 | Total   | Relatório |
| -------- | ----- | -------------------------- | ------ | ------------------- | ----- | ----- | ----- | ----- | ----- | ------- | --------- |
| 20/02/21 | 16:00 | Vôlei Aero Clube           | 0–3    | ' UPIS/Brasília'    | 22–25 | 19–25 | 29–31 |       |       | 70–81   | 70–81     |
| 20/02/21 | 17:00 | 'Juiz de Fora Vôlei '      | 3–2    | Anápolis Vôlei      | 20–25 | 25–23 | 22–25 | 25–18 | 15–12 | 107–103 | 107–104   |
| 21/02/21 | 19:00 | 'Araucária/ASPMA/Berneck ' | 3–1    | Vila Nova           | 25–22 | 22–25 | 25–21 | 25–22 |       | 97–90   | 97–90     |
| 05/03/21 | 19:00 | 'Vôlei Futuro Assai '      | 3–2    | Niterói Vôlei Clube | 17–25 | 25–22 | 26–24 | 15–25 | 15–13 | 98–109  | 98–109    |

#### 7ª Rodada
| Data     | Hora  |                     | Placar |                            | Set 1 | Set 2 | Set 3 | Set 4 | Set 5 | Total  | Relatório |
| -------- | ----- | ------------------- | ------ | -------------------------- | ----- | ----- | ----- | ----- | ----- | ------ | --------- |
| 27/02/21 | 19:00 | 'Anápolis Vôlei '   | 3–0    | UPIS/Brasília              | 26–24 | 25–21 | 25–20 |       |       | 76–65  | 76–65     |
| 27/02/21 | 19:00 | Niterói Vôlei Clube | 1–3    | ' Juiz de Fora Vôlei'      | 25–23 | 17–25 | 19–25 | 23–25 |       | 84–98  | 84–98     |
| 27/02/21 | 19:00 | Vôlei Aero Clube    | 2–3    | ' Araucária/ASPMA/Berneck' | 25–19 | 25–14 | 24–26 | 23–25 | 12–15 | 109–99 | 109–99    |
| 08/03/21 | 19:00 | 'Vila Nova '        | 3–1    | Vôlei Futuro Assai         | 20–25 | 25–22 | 25–17 | 25–22 |       | 95–86  | 95–86     |

## Playoffs
Negrito - Vencedor das séries

itálico - Time com vantagem de mando de quadra

|  | Quartas-de-final                  | Quartas-de-final                  | Quartas-de-final                  | Quartas-de-final                  | Quartas-de-final                  |                         |                    | Semifinais               | Semifinais               | Semifinais               | Semifinais               | Semifinais               |  |  | Final               | Final               | Final               | Final               | Final               | Final               | Final               |
|  | 16 de março a 03 de abril de 2021 | 16 de março a 03 de abril de 2021 | 16 de março a 03 de abril de 2021 | 16 de março a 03 de abril de 2021 | 16 de março a 03 de abril de 2021 |                         |                    | 08 a 14 de abril de 2021 | 08 a 14 de abril de 2021 | 08 a 14 de abril de 2021 | 08 a 14 de abril de 2021 | 08 a 14 de abril de 2021 |  |  | 19 de abril de 2021 | 19 de abril de 2021 | 19 de abril de 2021 | 19 de abril de 2021 | 19 de abril de 2021 | 19 de abril de 2021 | 19 de abril de 2021 |
|  |                                   |                                   |                                   |                                   |                                   |                         |                    |                          |                          |                          |                          |                          |  |  |                     |                     |                     |                     |                     |                     |                     |
|  | 1°                                | Juiz de Fora Vôlei                | 3                                 | 3                                 |                                   |                         |                    |                          |                          |                          |                          |                          |  |  |                     |                     |                     |                     |                     |                     |                     |
|  | 8°                                | Niterói Vôlei Clube               | 0                                 | 1                                 |                                   |                         |                    |                          |                          |                          |                          |                          |  |  |                     |                     |                     |                     |                     |                     |                     |
|  | 8°                                | Niterói Vôlei Clube               | 0                                 | 1                                 |                                   | 1°                      | Juiz de Fora Vôlei | 3                        | 3                        |                          |                          |                          |  |  |                     |                     |                     |                     |                     |                     |                     |
|  |                                   |                                   |                                   |                                   |                                   | 1°                      | Juiz de Fora Vôlei | 3                        | 3                        |                          |                          |                          |  |  |                     |                     |                     |                     |                     |                     |                     |
|  |                                   | 5°                                | Vôlei Aero Clube                  | 2                                 | 2                                 |                         |                    |                          |                          |                          |                          |                          |  |  |                     |                     |                     |                     |                     |                     |                     |
|  | 4°                                | 5°                                | Vôlei Aero Clube                  | 2                                 | 2                                 | Araucária/ASPMA/Berneck | 1                  | 0                        |                          |                          |                          |                          |  |  |                     |                     |                     |                     |                     |                     |                     |
|  | 4°                                |                                   |                                   |                                   |                                   | Araucária/ASPMA/Berneck | 1                  | 0                        |                          |                          |                          |                          |  |  |                     |                     |                     |                     |                     |                     |                     |
|  | 5°                                | Vôlei Aero Clube                  | 3                                 | 3                                 |                                   |                         |                    |                          |                          |                          |                          |                          |  |  |                     |                     |                     |                     |                     |                     |                     |
|  |                                   |                                   |                                   |                                   |                                   |                         |                    |                          |                          |                          |                          |                          |  |  | 1°                  | Juiz de Fora Vôlei  | 3                   |                     |                     |                     |                     |
|  |                                   |                                   | 2°                                | UPIS/Brasília                     | 2                                 |                         |                    |                          |                          |                          |                          |                          |  |  |                     |                     |                     |                     |                     |                     |                     |
|  | 2°                                | UPIS/Brasília                     | 2                                 | 3                                 | 3                                 |                         |                    |                          |                          |                          |                          |                          |  |  |                     |                     |                     |                     |                     |                     |                     |
|  | 7°                                | Vôlei Futuro Assai                | 3                                 | 1                                 | 0                                 |                         |                    |                          |                          |                          |                          |                          |  |  |                     |                     |                     |                     |                     |                     |                     |
|  | 7°                                | Vôlei Futuro Assai                | 3                                 | 1                                 | 0                                 |                         | 2°                 | UPIS/Brasília            | 2                        | 3                        | 3                        |                          |  |  |                     |                     |                     |                     |                     |                     |                     |
|  |                                   |                                   |                                   |                                   |                                   |                         | 2°                 | UPIS/Brasília            | 2                        | 3                        | 3                        |                          |  |  |                     |                     |                     |                     |                     |                     |                     |
|  |                                   | 3°                                | Anápolis Vôlei                    | 3                                 | 2                                 | 0                       |                    |                          |                          |                          |                          |                          |  |  |                     |                     |                     |                     |                     |                     |                     |
|  | 3°                                | 3°                                | Anápolis Vôlei                    | 3                                 | 2                                 | 0                       | Anápolis Vôlei     | 3                        | 3                        |                          |                          |                          |  |  |                     |                     |                     |                     |                     |                     |                     |
|  | 3°                                |                                   |                                   |                                   |                                   |                         | Anápolis Vôlei     | 3                        | 3                        |                          |                          |                          |  |  |                     |                     |                     |                     |                     |                     |                     |
|  | 6°                                | Vila Nova                         | 1                                 | 0                                 |                                   |                         |                    |                          |                          |                          |                          |                          |  |  |                     |                     |                     |                     |                     |                     |                     |

## Confrontos dos playoffs

### Quartas de final
- Local: Os times que estão ao lado esquerdo da tabela jogam em casa.

#### Jogo 1
| Data     | Hora  |                       | Placar |                         | Set 1 | Set 2 | Set 3 | Set 4 | Set 5 | Total   | Relatório |
| -------- | ----- | --------------------- | ------ | ----------------------- | ----- | ----- | ----- | ----- | ----- | ------- | --------- |
| 16/03/21 | 17:00 | 'Vôlei Aero Clube '   | 3–1    | Araucária/ASPMA/Berneck | 25–14 | 25–22 | 18–25 | 25–17 |       | 93–78   | 93–78     |
| 17/03/21 | 18:00 | Niterói Vôlei Clube   | 0–3    | ' Juiz de Fora Vôlei'   | 19–25 | 17–25 | 22–25 |       |       | 58–75   | 58–75     |
| 31/03/21 | 19:00 | Vila Nova             | 1–3    | ' Anápolis Vôlei'       | 26–28 | 18–25 | 25–21 | 21–15 |       | 90–89   | 90–99     |
| 01/04/21 | 16:00 | 'Vôlei Futuro Assai ' | 3–2    | UPIS/Brasília           | 25–15 | 24–26 | 17–25 | 25–23 | 15–13 | 106–102 | 106–102   |

#### Jogo 2
| Data     | Hora  |                         | Placar |                     | Set 1 | Set 2 | Set 3 | Set 4 | Set 5 | Total  | Relatório |
| -------- | ----- | ----------------------- | ------ | ------------------- | ----- | ----- | ----- | ----- | ----- | ------ | --------- |
| 19/03/21 | 19:00 | 'Juiz de Fora Vôlei '   | 3–1    | Niterói Vôlei Clube | 25–15 | 19–25 | 25–20 | 25–21 |       | 94–81  | 94–81     |
| 22/03/21 | 16:00 | Araucária/ASPMA/Berneck | 0–3    | ' Vôlei Aero Clube' | 22–25 | 23–25 | 17–25 |       |       | 62–75  | 62–75     |
| 02/04/21 | 16:00 | 'UPIS/Brasília '        | 3–1    | Vôlei Futuro Assai  | 30–28 | 25–17 | 20–25 | 25–19 |       | 100–89 | 100–89    |
| 03/04/21 | 17:00 | 'Anápolis Vôlei '       | 3–0    | Vila Nova           | 25–21 | 25–21 | 25–22 |       |       | 75–64  | 75–64     |

#### Jogo 3
| Data     | Hora  |                  | Placar |                    | Set 1 | Set 2 | Set 3 | Set 4 | Set 5 | Total | Relatório |
| -------- | ----- | ---------------- | ------ | ------------------ | ----- | ----- | ----- | ----- | ----- | ----- | --------- |
| 03/04/21 | 16:00 | 'UPIS/Brasília ' | 3–0    | Vôlei Futuro Assai | 25–17 | 25–13 | 29–27 |       |       | 79–57 | 79–57     |

### Semifinal
- Local: Os times que estão ao lado esquerdo da tabela jogam em casa.

#### Jogo 1
| Data     | Hora  |                   | Placar |                       | Set 1 | Set 2 | Set 3 | Set 4 | Set 5 | Total   | Relatório |
| -------- | ----- | ----------------- | ------ | --------------------- | ----- | ----- | ----- | ----- | ----- | ------- | --------- |
| 08/04/21 | 18:00 | 'Anápolis Vôlei ' | 3–2    | UPIS/Brasília         | 22–25 | 25–23 | 25–20 | 22–25 | 15–10 | 109–103 | 109–103   |
| 10/04/21 | 16:00 | Vôlei Aero Clube  | 2–3    | ' Juiz de Fora Vôlei' | 25–17 | 16–25 | 25–15 | 20–25 | 13–15 | 99–97   | 99–97     |

#### Jogo 2
| Data     | Hora  |                       | Placar |                  | Set 1 | Set 2 | Set 3 | Set 4 | Set 5 | Total   | Relatório |
| -------- | ----- | --------------------- | ------ | ---------------- | ----- | ----- | ----- | ----- | ----- | ------- | --------- |
| 10/04/21 | 16:00 | 'UPIS/Brasília '      | 3–2    | Anápolis Vôlei   | 25–22 | 26–24 | 23–25 | 23–25 | 21–19 | 118–115 | 118–115   |
| 13/04/21 | 16:00 | 'Juiz de Fora Vôlei ' | 3–2    | Vôlei Aero Clube | 25–20 | 19–25 | 20–25 | 27–25 | 15–10 | 106–105 | 106–105   |

#### Jogo 3
| Data     | Hora  |                  | Placar |                | Set 1 | Set 2 | Set 3 | Set 4 | Set 5 | Total | Relatório |
| -------- | ----- | ---------------- | ------ | -------------- | ----- | ----- | ----- | ----- | ----- | ----- | --------- |
| 11/04/21 | 16:00 | 'UPIS/Brasília ' | 3–0    | Anápolis Vôlei | 25–21 | 25–20 | 25–18 |       |       | 75–59 | 75–59     |

### Final
- Local: O time que está ao lado esquerdo da tabela joga em casa.

| Data     | Hora  |                       | Placar |               | Set 1 | Set 2 | Set 3 | Set 4 | Set 5 | Total  | Relatório |
| -------- | ----- | --------------------- | ------ | ------------- | ----- | ----- | ----- | ----- | ----- | ------ | --------- |
| 19/04/21 | 18:00 | 'Juiz de Fora Vôlei ' | 3–2    | UPIS/Brasília | 25–14 | 25–21 | 18–25 | 23–25 | 15–13 | 106–98 | 106–98    |

## Premiações
| Superliga 2021 - Série B               |
| Minas Gerais                           |
| -------------------------------------- |
| Juiz de Fora Vôlei Campeão (1º título) |

## Classificação Final
Segundo o Regulamento Oficial da Competição, terão direito a habilitação à Superliga Série B de 2020 os participantes da edição atual que terminarem entre a 3ª e a 6ª posição, as equipes classificadas em 11ª e 12ª lugar na Superliga A e as equipes classificadas em 1º e 2º lugares na Superliga C.
| Posição           | Equipe                  | Classificação/rebaixamento  |
| ----------------- | ----------------------- | --------------------------- |
| Medalha de ouro   | Juiz de Fora Vôlei      | Superliga 2021–22 - Série A |
| Medalha de prata  | UPIS/Brasília           | Superliga 2021–22 - Série A |
| Medalha de bronze | Anápolis Vôlei          | Superliga 2022 - Série B    |
| 4                 | Vôlei Aero Clube        | Superliga 2022 - Série B    |
| 5                 | Araucária/ASPMA/Berneck | Superliga 2022 - Série B    |
| 6                 | Vôlei Futuro Assai      | Superliga 2022 - Série B    |
| 7                 | Vila Nova               | Série C 2022                |
| 8                 | Niterói Vôlei Clube     | Série C 2022                |